# Walter Wanger
Walter Wanger (San Francisco, 11 luglio 1894 – New York, 18 novembre 1968) è stato un produttore cinematografico statunitense.
Dall'esordio presso la Paramount Pictures nel 1919 fino all'ultima pellicola realizzata, Cleopatra (1963), Wanger produsse una settantina di film, ricevendo nel 1949 un Oscar onorario.

## Filmografia parziale
- Verso Hollywood (Going Hollywood), regia di Raoul Walsh (1933)
- La regina Cristina (Queen Christina), regia di Rouben Mamoulian (1933)
- Mondi privati (Private Worlds), regia di Gregory La Cava (1935)
- Ogni sera alle otto (Every Night at Eight), regia di Raoul Walsh (1935)
- Il sentiero del pino solitario (The Trail of the Lonesome Pine), regia di Henry Hathaway (1936)
- Occhioni scuri (Big Brown Eyes), regia di Raoul Walsh (1936)
- Il dissipatore (Spendthrift), regia di Raoul Walsh (1936)
- Marco il ribelle (Blockade), regia di William Dieterle (1938)
- Ombre rosse (Stagecoach), regia di John Ford (1939)
- Eternamente tua (Eternally Yours), regia di Tay Garnett (1939)
- L'isola degli uomini perduti (The House Across the Bay), regia di Archie Mayo (1940)
- Gung Ho! ('Gung Ho!': The Story of Carlson's Makin Island Raiders), regia di Ray Enright (1943)
- I conquistatori (Canyon Passage), regia di Jacques Tourneur (1946)
- Giovanna d'Arco (Joan of Arc), regia di Victor Fleming (1948)
- Sgomento (The Reckless Moment), regia di Max Ophüls (1949)
- Tulsa, regia di Stuart Heisler (1949)
- Rivolta al blocco 11 (Riot in Cell Block 11), regia di Don Siegel (1954)
- Non voglio morire (I Want to Live!), regi Robert Wise (1958)
- Cleopatra, regia di Joseph L. Mankiewicz (1963)